# Winthemia dasyops
Winthemia dasyops là một loài ruồi trong họ Tachinidae.